# Zastava Američkih Djevičanskih otoka
Zastava Američkih Djevičanskih otoka je usvojena 1922. Sadrži pojednostavljeni grb SAD-a između slova V (eng. Virgin - djevičanski) i I (eng. Islands - otoci). Orao drži grančicu u jednoj i tri strelice u drugoj kandži. Tri strelice predstavljaju tri glavna otoka: Saint Thomas, Saint John, i Saint Croix. Žuta boja na zastavi predstavlja različite karakteristike otoka i cvijeće, zelena simbolizira brda, bijela oblake, a plava vodu. 

## Vanjske poveznice
- Flags of the World